# Erhard Weiß
Erhard Weiß   (Dresden, 26 de maig de 1914 - Garmisch-Partenkirchen, 7 de juliol de 1957) fou un saltador alemany que va competir durant la dècada del 1930.
El 1936 va prendre part en els Jocs Olímpics d'Estiu de Berlín, on disputà dues proves del programa de salts. Fou quart en la prova de palanca i cinquè en el trampolí de 3 metres.
En el seu palmarès destaquen dues medalles d'or en les proves de salts del Campionat d'Europa de natació de 1938. Entre 1936 i 1940 guanyà els títols nacionals de palanca i trampolí de 3 metres.